# Já, Earl a holka na umření
Já, Earl a holka na umření (v anglickém originále Me and Earl and the Dying Girl) je americký komediální a dramatický film z roku 2015. Režie se ujal Alfonso Gomez-Rejon a scénáře Jesse Andrews. Film je adaptací stejnojmenné novely od Andrewse. Hlavní role hrají Thomas Mann, Olivia Cooke, RJ Cyler a Jon Bernthal. Film měl celosvětovou premiéru na filmovém festivalu Sundance. Ve Spojených státech měl premiéru dne 12. června 2015. V České republice nebyl promítán v kinech.

## Obsazení
- Thomas Mann jako Greg Gaines
  - Gavin Dietz jako malý Greg
- Olivia Cooke jako Rachel Kushner
- RJ Cyler jako Earl Jackson
  - Edward DeBruce III jako malý Earl
- Nick Offerman jako pan Gaines
- Molly Shannon jako Denise Kushner
- Jon Bernthal jako pan McCarthy
- Connie Britton jako paní Gaines
- Chelsea T. Zhang jako Naomi
- Katherine C. Hughes jako Madison
- Natalie Marchelletta jako Anna
- Matt Bennett jako Scott Mayhew
- Bobb'e J. Thompson jako Derrick
- Hugh Jackman (sám sebe – hlas)
- Karriem Sami jako řidič limuzíny
- Marco Zappala jako divadelní fanoušek
- Etta Cox jako řeidtel
- Masam Holden jako Ill Phil
- Kaza Marie Ayersman jako Rachel kamarádka
- Cheryl Kline jako rabín
- Joan Augustin jako Elderly Mourner
- Mark Granatire jako student
- Kayana White jako studentka
- Linda Kanyarusoke jako studentka
- Drew Palajsa jako student
- Elly Silberstein jako  studentka
- Nicole Tubbs jako zdravotní sestra

## Přijetí

### Tržby
Film vydělal 69 milionů dolarů v Severní Americe a 48,4 milionů dolarů v ostatních oblastech, celkově tak vydělal 117,4 milionů dolarů po celém světě. Rozpočet filmu činil 37 milionů dolarů. Za první víkend docílil druhé nejvyšší návštěvnosti, kdy vydělal 16,6 milionů dolarů.

### Recenze
Na recenzní stránce Rotten Tomatoes získal z 201 započtených recenzí 82 procent s průměrným ratingem 7,5 bodů z deseti. Na serveru Metacritic snímek získal z 40 recenzí 74 bodů ze sta. Na Česko-Slovenské filmové databázi si snímek k 3. srpnu drží 75 procent.

### Ocenění a nominace
| Ocenění                           | Kategorie                                      | Nominovaný                               | Výsledek  |
| --------------------------------- | ---------------------------------------------- | ---------------------------------------- | --------- |
| Casting Society of America Awards | nejlepší castingový režisér (komedie)          | Angela Demo, Nancy Mosser a Katie Shenot | vítězství |
| Empire Awards                     | nejlepší filmová komedie                       | Já, Earl a holka na umření               | nominace  |
| Empire Awards                     | nejlepší nováček: muž                          | Thomas Mann                              | nominace  |
| Empire Awards                     | nejlepší nováček: žena                         | Olivia Cooke                             | nominace  |
| Georgia Film Critics Association  | nejlepší film                                  |                                          | nominace  |
| Phoenix Film Critics Society      | nejlepší přehlížený film                       | vítězství                                |           |
| San Diego Film Critics Awards     | nejlepší ženský herecký výkon ve vedlejší roli | Olivia Cooke                             | nominace  |
| San Diego Film Critics Awards     | nejlepší mužský herecký výkon ve vedlejší roli | RJ Cyler                                 | nominace  |
| Filmový festival Sundance         | cena poroty                                    | Alfonso Gomez-Rejon                      | vítězství |
| Filmový festival Sundance         | cena publika                                   | Alfonso Gomez-Rejon                      | vítězství |
| Teen Choice Awards                | Nejlepší filmová chemie                        | Thomas Mann a RJ Cyler                   | nominace  |
| Teen Choice Awards                | Objev roku (film)                              | Thomas Mann                              | nominace  |
| Teen Choice Awards                | Nejlepší letní film                            |                                          | nominace  |